# Manuela Tesse
Manuela Tesse (Sassari, 28 febbraio 1976) è un'allenatrice di calcio ed ex calciatrice italiana, di ruolo difensore, allenatrice della nazionale femminile di calcio di Malta.

## Carriera

### Allenatrice
Lasciata la Torres, per la stagione 2014-2015 accetta la panchina dell'Atletico Oristano per affrontare il campionato di Serie B alla guida della squadra iscritta al girone A. La stagione si rivela positiva, con le ragazze in grado di competere con le avversarie per la parte alta della classifica, guadagnando a fine campionato il quarto posto e venendo eliminate in Coppa Italia ai sedicesimi di finale dalla Torres.
Manuela Tesse viene chiamata dalla dirigenza dell'Arezzo femminile per allenare in Serie B la nuova realtà del calcio femminile aretino per la stagione Serie B 2015-2016 e dove rimane anche parte della stagione successiva.
Nel gennaio 2017 viene richiesta da Carolina Morace come sua seconda alla guida della nazionale femminile di calcio di Trinidad e Tobago, lasciando la panchina della squadra a Nazzarena Grilli.
Nel 2017 assume la guida della Lazio Women, dove rimane sino a giugno 2019. A marzo 2021 viene ingaggiata dal Pomigliano con cui centra la promozione in Serie A. L'esperienza al Pomigliano è terminata dopo la terza giornata della Serie A 2021-2022 dopo un pareggio e due sconfitte in campionato. Il 2 marzo 2022 è stata richiamata sulla panchina del Pomigliano al posto di Domenico Panico, che ne aveva preso il posto; ha guidato la squadra per sole cinque giornate, venendo nuovamente esonerata dopo la ventesima giornata e sostituita ancora con Panico.
A partire dal 1º gennaio 2023 ha assunto la guida tecnica della nazionale femminile di calcio di Malta, vincendo, al suo primo impegno da ct, l'incontro amichevole per 2-1 in amichevole sul Lussemburgo..

## Statistiche

### Presenze e reti nei club
| Stagione        | Squadra           | Campionato      | Campionato | Campionato | Coppe nazionali | Coppe nazionali | Coppe nazionali | Coppe continentali | Coppe continentali | Coppe continentali | Altre coppe | Altre coppe | Altre coppe | Totale | Totale |
| Stagione        | Squadra           | Comp            | Pres       | Reti       | Comp            | Pres            | Reti            | Comp               | Pres               | Reti               | Comp        | Pres        | Reti        | Pres   | Reti   |
| --------------- | ----------------- | --------------- | ---------- | ---------- | --------------- | --------------- | --------------- | ------------------ | ------------------ | ------------------ | ----------- | ----------- | ----------- | ------ | ------ |
| 1991-1992       | Woman Sassari     | A               | ?          | ?          | CI              | ?               | ?               | -                  | -                  | -                  | -           | -           | -           | ?      | ?      |
| 1992-1993       | Woman Sassari     | A               | ?          | ?          | CI              | ?               | ?               | -                  | -                  | -                  | -           | -           | -           | ?      | ?      |
| 1993-1994       | Torres Fo.S.      | A               | ?          | ?          | CI              | ?               | ?               | -                  | -                  | -                  | -           | -           | -           | ?      | ?      |
| 1994-1995       | Torres Fo.S.      | A               | ?          | ?          | CI              | ?               | ?               | -                  | -                  | -                  | -           | -           | -           | ?      | ?      |
| Totale Torres   | Totale Torres     | Totale Torres   | 90         | 4          |                 | ?               | ?               |                    | ?                  | ?                  |             | ?           | ?           | 90+    | 4+     |
| 1995-1996       | Verona Gunther    | A               | 26         | 2          | CI              | ?               | ?               | -                  | -                  | -                  | -           | -           | -           | 26+    | 2+     |
| 1996-1997       | Modena            | A               | 27         | 3          | CI              | ?               | ?               | -                  | -                  | -                  | -           | -           | -           | 27+    | 3+     |
| 1997-1998       | Modena            | A               | 19         | 1          | CI              | ?               | ?               | -                  | -                  | -                  | -           | -           | -           | 19+    | 1+     |
| Totale Modena   | Totale Modena     | Totale Modena   | 54         | 2          |                 | ?               | ?               |                    | ?                  | ?                  |             | ?           | ?           | 54+    | 2+     |
| 1998-1999       | Lazio CF          | A               | 22         | 1          | CI              | ?               | ?               | -                  | -                  | -                  | -           | -           | -           | 22+    | 1+     |
| 1999-2000       | Autolelli Picenum | A               | 17         | ?          | CI              | ?               | ?               | -                  | -                  | -                  | -           | -           | -           | 17+    | ?+     |
| 2000-2001       | Foroni            | A               | 27         | 3          | CI              | ?               | ?               | -                  | -                  | -                  | -           | -           | -           | 27+    | 3+     |
| 2001-2002       | Foroni            | A               | 19         | 1          | CI              | ?               | ?               | -                  | -                  | -                  | -           | -           | -           | 19+    | 1+     |
| Totale Foroni   | Totale Foroni     | Totale Foroni   | ?          | ?          |                 | ?               | ?               |                    | ?                  | ?                  |             | ?           | ?           | ?      | ?      |
| 2002-2003       | Lazio CF          | A               | ?          | ?          | CI              | ?               | ?               | UWC                | ?                  | ?                  | SI          | ?           | ?           | ?      | ?      |
| Totale Lazio CF | Totale Lazio CF   | Totale Lazio CF | ?          | ?          |                 | ?               | ?               |                    | ?                  | ?                  |             | ?           | ?           | ?      | ?      |
| 2004-2005       | Torino            | A               | ?          | ?          | CI              | ?               | ?               | -                  | -                  | -                  | -           | -           | -           | 19+    | 1+     |
| 2005-2006       | Sezze             | A2              | ?          | ?          | CI              | ?               | ?               | -                  | -                  | -                  | -           | -           | -           | ?      | ?      |
| 2006-2007       | Sezze             | B               | ?          | ?          | CI              | ?               | ?               | -                  | -                  | -                  | -           | -           | -           | ?      | ?      |
| 2007-2008       | Sezze             | B               | ?          | ?          | CI              | ?               | ?               | -                  | -                  | -                  | -           | -           | -           | ?      | ?      |
| 2008-2009       | Sezze             | B               | 15         | 1          | CI              | ?               | ?               | -                  | -                  | -                  | -           | -           | -           | 15+    | 1+     |
| Totale Sezze    | Totale Sezze      | Totale Sezze    | ?          | ?          |                 | ?               | ?               |                    | ?                  | ?                  |             | ?           | ?           | ?      | ?      |
| Totale carriera | Totale carriera   | Totale carriera | ?          | ?          |                 | ?               | ?               |                    | ?                  | ?                  |             | ?           | ?           | ?      | ?      |

### Cronologia presenze e reti in nazionale
Dall'elenco mancano eventuali presenze maturate prima del 1995.

| Cronologia completa delle presenze e delle reti in nazionale ― Italia | Cronologia completa delle presenze e delle reti in nazionale ― Italia | Cronologia completa delle presenze e delle reti in nazionale ― Italia | Cronologia completa delle presenze e delle reti in nazionale ― Italia | Cronologia completa delle presenze e delle reti in nazionale ― Italia | Cronologia completa delle presenze e delle reti in nazionale ― Italia | Cronologia completa delle presenze e delle reti in nazionale ― Italia | Cronologia completa delle presenze e delle reti in nazionale ― Italia |
| Data                                                                  | Città                                                                 | In casa                                                               | Risultato                                                             | Ospiti                                                                | Competizione                                                          | Reti                                                                  | Note                                                                  |
| --------------------------------------------------------------------- | --------------------------------------------------------------------- | --------------------------------------------------------------------- | --------------------------------------------------------------------- | --------------------------------------------------------------------- | --------------------------------------------------------------------- | --------------------------------------------------------------------- | --------------------------------------------------------------------- |
| 5-10-1994                                                             | Castiglione delle Stiviere                                            | Italia                                                                | 1 – 1                                                                 | Danimarca                                                             | Amichevole                                                            | -                                                                     | 28’                                                                   |
| 15-10-1994                                                            | Mantova                                                               | Italia                                                                | 1 – 3                                                                 | Norvegia                                                              | Qual. Euro 1995 - Play-off                                            | -                                                                     |                                                                       |
| 29-10-1994                                                            | Oslo                                                                  | Norvegia                                                              | 4 – 2                                                                 | Italia                                                                | Qual. Euro 1995 - Play-off                                            | -                                                                     |                                                                       |
| 26-1-1995                                                             | Firenze                                                               | Italia                                                                | 1 – 1                                                                 | Inghilterra                                                           | Amichevole                                                            | -                                                                     | 85’                                                                   |
| 14-3-1995                                                             | Lagos                                                                 | Svezia                                                                | 4 – 0                                                                 | Italia                                                                | Algarve Cup 1995                                                      | -                                                                     | 68’                                                                   |
| 16-3-1995                                                             | Faro                                                                  | Norvegia                                                              | 3 – 1                                                                 | Italia                                                                | Algarve Cup 1995                                                      | -                                                                     |                                                                       |
| 17-3-1995                                                             | Vila Real de Santo António                                            | Italia                                                                | 2 – 0                                                                 | Paesi Bassi                                                           | Algarve Cup 1995                                                      | -                                                                     |                                                                       |
| 19-3-1995                                                             | Lagos                                                                 | Portogallo                                                            | 1 – 4                                                                 | Italia                                                                | Algarve Cup 1995 - Finale 7º posto                                    | -                                                                     | 36’                                                                   |
| 11-4-1995                                                             | Poissy                                                                | Stati Uniti                                                           | 3 – 0                                                                 | Italia                                                                | Amichevole                                                            | -                                                                     | 46’                                                                   |
| 14-4-1995                                                             | Montpellier                                                           | Canada                                                                | 1 – 1 (4 - 3 dtr)                                                     | Italia                                                                | Amichevole                                                            | -                                                                     |                                                                       |
| 7-9-1995                                                              | Jesolo                                                                | Italia                                                                | 1 – 0                                                                 | Ungheria                                                              | Amichevole                                                            | -                                                                     |                                                                       |
| 9-9-1995                                                              | Jesolo                                                                | Italia                                                                | 3 – 1                                                                 | Francia                                                               | Amichevole                                                            | -                                                                     | 80’                                                                   |
| 21-10-1995                                                            | Verona                                                                | Italia                                                                | 7 – 0                                                                 | Croazia                                                               | Amichevole                                                            | 1                                                                     | 61’                                                                   |
| 1-11-1995                                                             | Sunderland                                                            | Inghilterra                                                           | 1 – 1                                                                 | Italia                                                                | Qual. Euro 1997                                                       | -                                                                     |                                                                       |
| 9-12-1995                                                             | Évora                                                                 | Portogallo                                                            | 0 – 2                                                                 | Italia                                                                | Qual. Euro 1997                                                       | -                                                                     |                                                                       |
| 16-3-1996                                                             | Cosenza                                                               | Italia                                                                | 2 – 1                                                                 | Inghilterra                                                           | Qual. Euro 1997                                                       | -                                                                     |                                                                       |
| 7-4-1996                                                              | Mestre                                                                | Italia                                                                | 4 – 1                                                                 | Portogallo                                                            | Qual. Euro 1997                                                       | -                                                                     | 64’                                                                   |
| 11-5-1996                                                             | Parenzo                                                               | Croazia                                                               | 0 – 0                                                                 | Italia                                                                | Qual. Euro 1997                                                       | -                                                                     |                                                                       |
| 11-12-1996                                                            | Benevento                                                             | Italia                                                                | 0 – 0                                                                 | Germania                                                              | Amichevole                                                            | -                                                                     | 59’                                                                   |
| 3-7-1997                                                              | Lillestrøm                                                            | Italia                                                                | 2 – 2                                                                 | Danimarca                                                             | Euro 1997 - Fase a gironi                                             | -                                                                     |                                                                       |
| 6-7-1997                                                              | Lillestrøm                                                            | Norvegia                                                              | 0 – 2                                                                 | Italia                                                                | Euro 1997 - Fase a gironi                                             | -                                                                     |                                                                       |
| 9-7-1997                                                              | Lillestrøm                                                            | Italia                                                                | 2 – 1                                                                 | Spagna                                                                | Euro 1997 - Semifinali                                                | -                                                                     |                                                                       |
| 12-7-1997                                                             | Oslo                                                                  | Italia                                                                | 0 – 2                                                                 | Germania                                                              | Euro 1997 - Finale                                                    | -                                                                     |                                                                       |
| 1-11-1997                                                             | Nyon                                                                  | Svizzera                                                              | 1 – 3                                                                 | Italia                                                                | Qual. Mondiali 1999                                                   | -                                                                     |                                                                       |
| 22-11-1997                                                            | Como                                                                  | Italia                                                                | 0 – 0                                                                 | Francia                                                               | Qual. Mondiali 1999                                                   | -                                                                     |                                                                       |
| 5-2-1998                                                              | Catania                                                               | Italia                                                                | 0 – 1                                                                 | Germania                                                              | Amichevole                                                            | -                                                                     |                                                                       |
| 25-3-1998                                                             | Termoli                                                               | Italia                                                                | 0 – 0                                                                 | Cina                                                                  | Amichevole                                                            | -                                                                     |                                                                       |
| 11-4-1998                                                             | Blois                                                                 | Francia                                                               | 2 – 3                                                                 | Italia                                                                | Qual. Mondiali 1999                                                   | -                                                                     |                                                                       |
| 21-4-1998                                                             | West Bromwich                                                         | Inghilterra                                                           | 1 – 2                                                                 | Italia                                                                | Amichevole                                                            | -                                                                     |                                                                       |
| 5-5-1998                                                              | Cagliari                                                              | Italia                                                                | 1 – 0                                                                 | Finlandia                                                             | Qual. Mondiali 1999                                                   | -                                                                     |                                                                       |
| 16-5-1998                                                             | Perugia                                                               | Italia                                                                | 2 – 0                                                                 | Svizzera                                                              | Qual. Mondiali 1999                                                   | -                                                                     |                                                                       |
| 27-5-1998                                                             | Espoo                                                                 | Finlandia                                                             | 0 – 2                                                                 | Italia                                                                | Qual. Mondiali 1999                                                   | -                                                                     |                                                                       |
| 6-1-1999                                                              | Sydney                                                                | Canada                                                                | 0 – 1                                                                 | Italia                                                                | Australian Cup                                                        | -                                                                     | 77’                                                                   |
| 8-1-1999                                                              | Sydney                                                                | Australia                                                             | 1 – 1                                                                 | Italia                                                                | Australian Cup                                                        | -                                                                     | 38’                                                                   |
| 12-5-1999                                                             | Fabriano                                                              | Italia                                                                | 2 – 2                                                                 | Norvegia                                                              | Amichevole                                                            | -                                                                     |                                                                       |
| 26-5-1999                                                             | Lugo                                                                  | Italia                                                                | 4 – 1                                                                 | Inghilterra                                                           | Amichevole                                                            | -                                                                     | 65’                                                                   |
| 20-6-1999                                                             | Pasadena                                                              | Germania                                                              | 1 – 1                                                                 | Italia                                                                | Mondiali 1999 - Fase a gironi                                         | -                                                                     | 68’                                                                   |
| 24-6-1999                                                             | Chicago                                                               | Brasile                                                               | 2 – 0                                                                 | Italia                                                                | Mondiali 1999 - Fase a gironi                                         | -                                                                     | 58’                                                                   |
| 27-9-2000                                                             | San Giorgio di Nogaro                                                 | Italia                                                                | 2 – 1                                                                 | Slovacchia                                                            | Amichevole                                                            | -                                                                     |                                                                       |
| 14-10-2000                                                            | Roma                                                                  | Italia                                                                | 3 – 1                                                                 | Francia                                                               | Amichevole                                                            | -                                                                     |                                                                       |
| 18-10-2000                                                            | Palermo                                                               | Italia                                                                | 3 – 0                                                                 | Portogallo                                                            | Qual. Euro 2001 - Play-off                                            | -                                                                     |                                                                       |
| 22-11-2000                                                            | Portalegre                                                            | Portogallo                                                            | 1 – 0                                                                 | Italia                                                                | Qual. Euro 2001 - Play-off                                            | -                                                                     |                                                                       |
| 17-1-2001                                                             | Vibo Valentia                                                         | Italia                                                                | 3 – 0                                                                 | Scozia                                                                | Amichevole                                                            | -                                                                     |                                                                       |
| 7-3-2001                                                              | Rieti                                                                 | Italia                                                                | 1 – 0                                                                 | Stati Uniti                                                           | Amichevole                                                            | -                                                                     |                                                                       |
| 1-5-2001                                                              | Monza                                                                 | Italia                                                                | 2 – 0                                                                 | Belgio                                                                | Amichevole                                                            | -                                                                     |                                                                       |
| 10-5-2001                                                             | Troisdorf                                                             | Germania                                                              | 1 – 0                                                                 | Italia                                                                | Amichevole                                                            | -                                                                     | 28’                                                                   |
| 17-6-2001                                                             | Tavarone                                                              | Italia                                                                | 2 – 0                                                                 | Finlandia                                                             | Amichevole                                                            | -                                                                     |                                                                       |
| 25-6-2001                                                             | Aalen                                                                 | Italia                                                                | 2 – 1                                                                 | Danimarca                                                             | Euro 2001 - Fase a gironi                                             | -                                                                     |                                                                       |
| 28-6-2001                                                             | Reutlingen                                                            | Italia                                                                | 1 – 1                                                                 | Norvegia                                                              | Euro 2001 - Fase a gironi                                             | -                                                                     |                                                                       |
| 1-7-2001                                                              | Ulma                                                                  | Francia                                                               | 2 – 0                                                                 | Italia                                                                | Euro 2001 - Fase a gironi                                             | -                                                                     |                                                                       |
| 8-9-2001                                                              | Reykjavík                                                             | Islanda                                                               | 2 – 1                                                                 | Italia                                                                | Qual. Mondiali 2003                                                   | -                                                                     | 46’                                                                   |
| 10-10-2001                                                            | Siena                                                                 | Italia                                                                | 1 – 3                                                                 | Russia                                                                | Qual. Mondiali 2003                                                   | -                                                                     |                                                                       |
| 28-11-2001                                                            | Città di Castello                                                     | Italia                                                                | 3 – 0                                                                 | Spagna                                                                | Qual. Mondiali 2003                                                   | -                                                                     |                                                                       |
| 13-2-2002                                                             | Ostia                                                                 | Italia                                                                | 2 – 0                                                                 | Paesi Bassi                                                           | Amichevole                                                            | -                                                                     |                                                                       |
| 24-3-2002                                                             | Pozoblanco                                                            | Spagna                                                                | 0 – 1                                                                 | Italia                                                                | Qual. Mondiali 2003                                                   | -                                                                     | 67’                                                                   |
| 22-5-2002                                                             | Seljatino                                                             | Russia                                                                | 2 – 1                                                                 | Italia                                                                | Qual. Mondiali 2003                                                   | -                                                                     |                                                                       |
| 8-6-2002                                                              | Arzachena                                                             | Italia                                                                | 0 – 0                                                                 | Islanda                                                               | Qual. Mondiali 2003                                                   | -                                                                     |                                                                       |
| 25-2-2003                                                             | Viareggio                                                             | Italia                                                                | 1 – 0                                                                 | Inghilterra                                                           | Amichevole                                                            | -                                                                     | 52’                                                                   |
| 30-3-2003                                                             | Trento                                                                | Italia                                                                | 8 – 0                                                                 | Serbia e Montenegro                                                   | Qual. Euro 2005                                                       | -                                                                     |                                                                       |
| 16-4-2003                                                             | Hoofddorp                                                             | Paesi Bassi                                                           | 0 – 5                                                                 | Italia                                                                | Amichevole                                                            | -                                                                     |                                                                       |
| 17-5-2003                                                             | Stoccolma                                                             | Svezia                                                                | 5 – 0                                                                 | Italia                                                                | Qual. Euro 2005                                                       | -                                                                     |                                                                       |
| 9-9-2003                                                              | Livingston                                                            | Scozia                                                                | 0 – 4                                                                 | Italia                                                                | Amichevole                                                            | -                                                                     | 46’                                                                   |
| 27-9-2003                                                             | Frauenfeld                                                            | Svizzera                                                              | 0 – 1                                                                 | Italia                                                                | Qual. Euro 2005                                                       | -                                                                     |                                                                       |
| 22-10-2003                                                            | Kansas City                                                           | Stati Uniti                                                           | 2 – 2                                                                 | Italia                                                                | Amichevole                                                            | -                                                                     |                                                                       |
| 21-1-2004                                                             | Atene                                                                 | Grecia                                                                | 0 – 3                                                                 | Italia                                                                | Amichevole                                                            | -                                                                     | 87’                                                                   |
| 17-2-2004                                                             | Viareggio                                                             | Italia                                                                | 2 – 1                                                                 | Paesi Bassi                                                           | Amichevole                                                            | 1                                                                     |                                                                       |
| 14-3-2004                                                             | Guia                                                                  | Italia                                                                | 1 – 0                                                                 | Cina                                                                  | Algarve Cup 2004                                                      | -                                                                     |                                                                       |
| 16-3-2004                                                             | Olhão                                                                 | Norvegia                                                              | 3 – 0                                                                 | Italia                                                                | Algarve Cup 2004                                                      | -                                                                     |                                                                       |
| 18-3-2004                                                             | Lagos                                                                 | Italia                                                                | 2 – 1                                                                 | Finlandia                                                             | Algarve Cup 2004                                                      | -                                                                     |                                                                       |
| 20-3-2004                                                             | Faro                                                                  | Francia                                                               | 3 – 3 dts (7 - 6 dtr)                                                 | Italia                                                                | Algarve Cup 2004 - Finale 3º posto                                    | -                                                                     |                                                                       |
| 31-3-2004                                                             | Bolzano                                                               | Italia                                                                | 0 – 1                                                                 | Germania                                                              | Amichevole                                                            | -                                                                     | 45’                                                                   |
| 4-9-2004                                                              | Bergen                                                                | Norvegia                                                              | 3 – 1                                                                 | Italia                                                                | Amichevole                                                            | -                                                                     |                                                                       |
| 25-9-2004                                                             | Niš                                                                   | Serbia e Montenegro                                                   | 1 – 2                                                                 | Italia                                                                | Qual. Euro 2005                                                       | -                                                                     |                                                                       |
| 13-11-2004                                                            | Crotone                                                               | Italia                                                                | 2 – 1                                                                 | Rep. Ceca                                                             | Qual. Euro 2005 - Play-off                                            | -                                                                     |                                                                       |
| 27-11-2004                                                            | Čáslav                                                                | Rep. Ceca                                                             | 0 – 3                                                                 | Italia                                                                | Qual. Euro 2005 - Play-off                                            | -                                                                     |                                                                       |
| Totale                                                                |                                                                       | Presenze                                                              | 75                                                                    |                                                                       | Reti                                                                  | 1                                                                     |                                                                       |

## Palmarès

### Giocatrice
- Campionato italiano: 4

Torres: 1993-1994
Verona Gunther: 1995-1996
Modena: 1996-1997, 1997-1998
- Coppa Italia: 5

Torres: 1990-1991, 1994-1995
Lazio: 1998-1999, 2002-2003
Foroni: 2001-2002
- Supercoppa italiana: 1

Modena: 1997
- Campionato italiano di Serie B: 1

Sezze: 2008-2009

### Allenatrice

#### Club
- Campionato italiano: 1

Torres: 2012-2013
- Supercoppa italiana: 2

Torres: 2012, 2013
- Campionato italiano di Serie B: 1

Sezze: 2008-2009

#### Individuale
- Panchina d'argento: 2

2017-2018, 2020-2021